# Петтерссон, Даниэль
Даниэль Петтерссон (швед. Daniel Pettersson; род. 6 мая 1995, Эскильстуна) — шведский гандболист, выступает за германский клуб «Магдебург» и сборную Швеции. Чемпион Европы 2022 года.

## Карьера

### Клубная
Даниэль Петтерссон воспитанник клуба Эскильстуна Гуиф. В 2011 году Петтерссон начинал профессиональную карьеру в клубе Эскильстуна Гуиф. В 2016 году Даниэль Петтерссон перешёл в немецкий клуб «Магдебург». 

### В сборной
Даниэль Петтерссон выступает за сборную Швеции. Даниэль Петтерссон сыграл за сборную Швеции 7 матчей и забросил 18 голов.

## Статистика
Статистика Даниэля Петтерссона сезона 2018/19 указана на 12.6.2019
| Сезон        | Клуб      | Лига       | Матчи | Голы | 7-метр | Голы |
| ------------ | --------- | ---------- | ----- | ---- | ------ | ---- |
| 2017/18      | Магдебург | Бундеслига | 27    | 40   | 2      | 38   |
| 2018/19      | Магдебург | Бундеслига | 34    | 76   | 6      | 70   |
| 2016-по н.в. | Итого     | Бундеслига | 61    | 116  | 8      | 108  |